# كيب بوربواز، مين

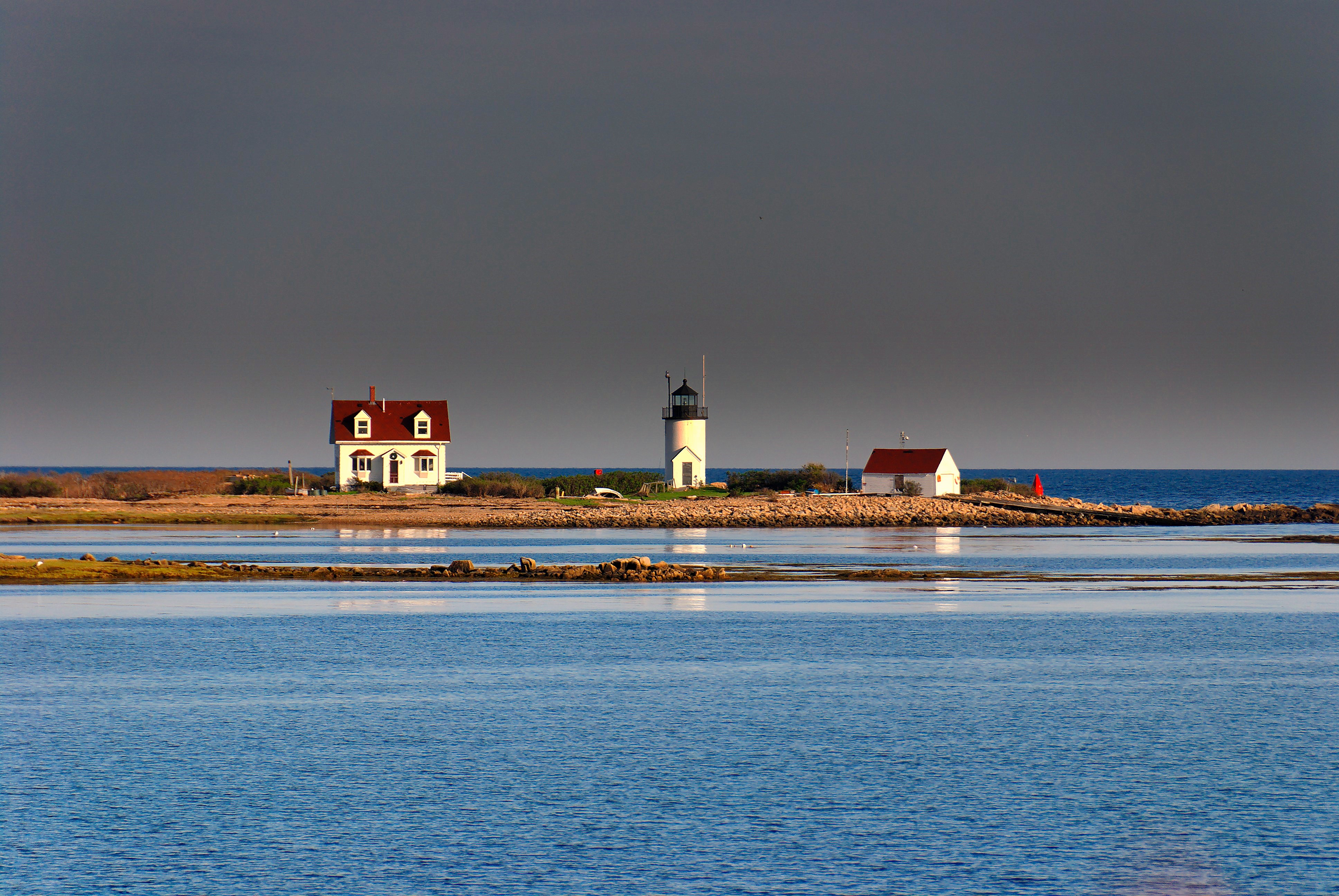
جزيرة الماعز

كيب بوربواز، مين هي قرية ساحلية صغيرة في بلدة كينيبانكبورت، مين، الولايات المتحدة، وكانت المستوطنة الإنجليزية الأصلية للمدينة. وهي تقع شمال شرق ساحة دوك وجنوب غرب شاطئ غوس روكس.
تحتل القرية البر الرئيسي المجاور لميناء كيب بوربواز. هناك ميناء عميق في المنطقة يحمي أكثر من اثنتي عشرة جزيرة.
يشير مسمى جزيرة الماعز إلى مدخل الميناء بين جزيرتي الماعز وفولي.

## التاريخ
تم تسمية كيب بوربواز من قبل المستكشف الكابتن جون سميث في عام 1614 أثناء استكشافه لنيو إنغلاند. ووصل المستوطنون الإنجليز خلال عشرينيات القرن السادس عشر في ميناء كيب بوربواز.
تم دمج المدينة لأول مرة باسم «كيب بوربوس» في ظل حكومة مستعمرة خليج ماساتشوستس في عام 1653. أثناء حرب الملك وليام في عام 1689، أجبر الهنود المستوطنين على الخروج من البر الرئيسي وعلى جزيرة ستيج حتى استعادتها من قبل الإنجليز. تمت إعادة توطين المدينة بحلول عام 1720.
خلال حرب دومر، في غارة أكتوبر على جبل الصحراء. فوجئ كوجسويل وطاقمه وأخذوا بينما كانوا يخطون إلى الشاطئ. وفي نفس الوقت تقريبًا، قُتل سميث وبيلي في كيب بوربواز، أحدهما في جزيرة فوغان، والآخر على شاطئ البحر، ليس بعيدًا عن موقع بيت الاجتماعات القديم.
في يوليو 2010، صورت المغنية تايلور سويفت الفيديو الموسيقي لأغنيتها الفردية «Mine» هناك وصورت أجزاء من الفيديو في مطعم Wayfarer الشهير، مطعم The Captain's ، وبالقرب من نهر محلي.